# HD 130322
HD 130322 — одиночная звезда в созвездии Девы на расстоянии приблизительно 104 световых лет (около 31,9 парсек) от Солнца. Визуальная звёздная величина звезды — +8,04m. Возраст звезды определён как около 7,3 млрд лет.
Вокруг звезды обращается, как минимум, одна планета.
Эта звезда видна только с помощью бинокля или телескопа. Она расположена практически на небесном экваторе, вследствие чего видна везде, кроме Северного полюса.

## Характеристики
HD 130322 — оранжевый карлик спектрального класса K0V, или G5. Масса — около 0,855 солнечной, радиус — около 0,851 солнечного, светимость — около 0,562 солнечной. Эффективная температура — около 5333 K.

## Планетная система
В 1999 году группой астрономов было объявлено об открытии планеты HD 130322 b.
В 2019 году учёными, анализирующими данные проектов Hipparcos и Gaia, у звезды обнаружена планета HIP 72339 c.